# Chiesa di San Giovanni Battista (Gorno)
La chiesa di San Giovanni Battista è un luogo di culto cattolico situato nell'omonima contrada di San Giovanni nel paese di Gorno, in provincia di Bergamo.

## Storia

La contrada di San Giovanni negli anni '60 prima della costruzione della carrozzabile

La datazione della chiesa originaria è incerta.

Una leggenda vuole che la prima chiesa edificata in contrada San Giovanni (anticamente la contrada veniva chiamata Pozzo o Poz, Puteo nei documenti in latino) fosse costruita più a valle e andò distrutta sotto una frana causata da forti precipitazioni. Esiste una località sotto la contrada che si chiama “Ròer” e indicherebbe la zona dove vi sono le rovine dell'antico edificio.
Grazie al frammentario ciclo di affreschi conservato sulla parete destra della navata si può stabilire che l'edificio fosse già esistente nel XIV secolo e molto probabilmente era la chiesa parrocchiale della prima comunità del paese fino al 1478, quando fu costruita la prima chiesa parrocchiale dedicata a san Martino di Tours in contrada Villassio, in quanto qui venivano seppelliti i morti nel sagrato antistante l'edificio, prerogativa delle sole chiese plebane, ovvero le chiese parrocchiali.

Il primo documento ufficiale che parla dell'edificio, datato 23 gennaio 1510, è un lascito testamentario in cui si legge
Mentre alcune note riguardo allo stato conservativo della chiesa si hanno nella visita apostolica di Mons. Pionio, delegato di San Carlo Borromeo, che nel 1575 scriverà
Non si ha quindi una descrizione precisa di com'era, ma si possono dedurre le differenze rispetto all'edificio, che è rimasto quasi inalterato nei secoli.
In un altro documento datato 26 agosto 1631, si può invece intuire quanto sia antica la tradizione, tuttora viva, di celebrare la santa messa il giorno della festività del santo, visto che si legge
Nei secoli successivi, come già anticipato, la chiesa resta quasi totalmente inalterata, preservando la sua struttura originale.
Nel 1988 si effettuò un restauro strutturale dell'edificio sostenuto dai parenti del defunto Mons. Antonio Guerinoni, originario della contrada, per celebrare il centenario della sua nascita, avvenuta il 30 ottobre del 1888.

## Descrizione

### Descrizione esterna

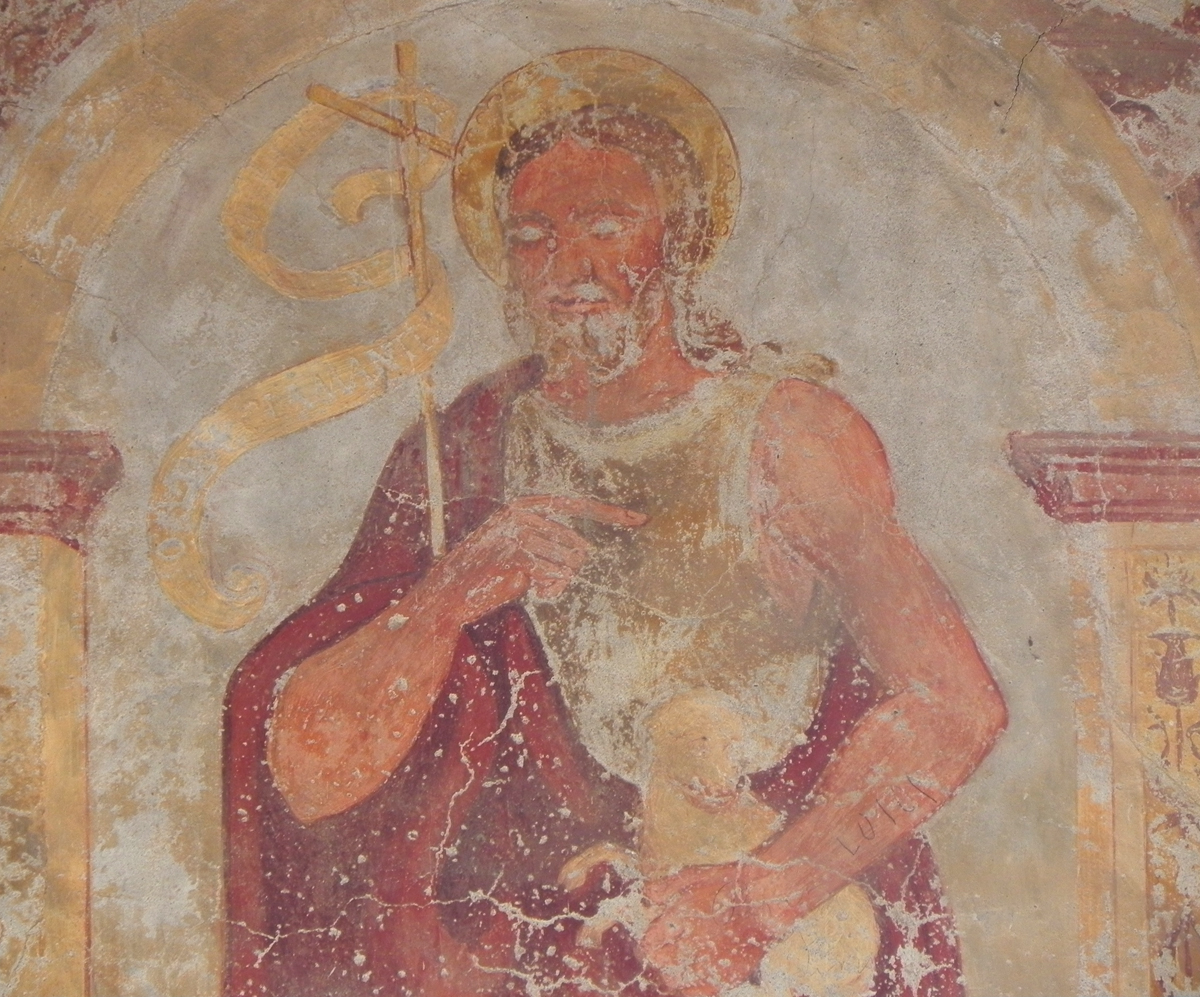
Dettaglio dell'affresco del portico con l'immagine di San Giovanni Battista

La chiesa è posizionata al centro della contrada di San Giovanni.

La facciata principale è caratterizzata da un portico costituito da tre arcate frontali e due laterali, sorrette da colonne in pietra scolpita poggianti su di un piccolo muro di cinta, il tutto chiuso da una cancellata in ferro. L'ingresso principale è in pietra, così some le due finestre laterali, chiuse da inferriate.
La facciata interna del portico venne ridecorata nel 1618, quasi sicuramente coprendo precedenti decorazioni e da ciò che resta degli affreschi, seriamente deteriorati, si possono ancora facilmente riconoscere la figura di San Giovanni Battista e di una Madonna in trono.

### Campanile
Dalle note scritte da Mons. Pionio si deduce che vi era una precedente costruzione, che molto probabilmente non era una torre campanaria vera e propria, ma un piccolo campanile posizionato sul tetto della chiesa, che lasciava pendere le funi all'interno dell'edificio.

In seguito a queste note nel 1608 venne costruito il campanile, si può leggere la data incisa in una delle pietre inserite nel lato ovest della torre.
Edificato a ridosso del lato nord della chiesa, la struttura è a base quadrata ed è abbastanza semplice, interamente in pietra e aperta nella parte alta della cella campanaria.

### Descrizione interna

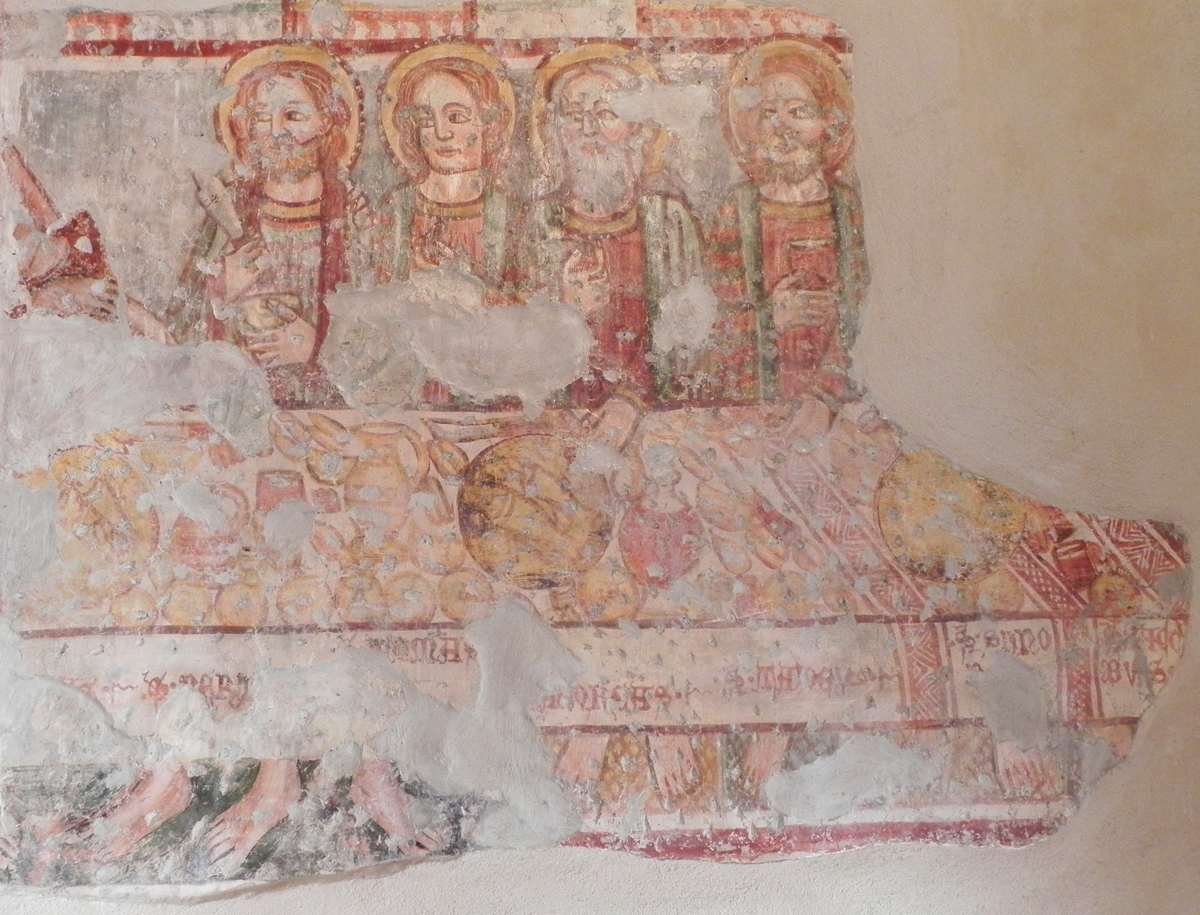
Maestro di Sommacampagna "Ultima Cena"
Affresco, 1360 circa

La chiesa di piccole dimensioni è a navata unica.
Il presbiterio diviso dalla navata da un'inferriata, è illuminato da due piccole finestre e a destra vi è l'ingresso che porta alla sagrestia.

L'altare, di probabile fattura locale, è di epoca barocca.. In legno policromo e dorato, è caratterizzato lateralmente da due colonne tortili con decorazioni floreali, nella parte superiore vi è l'immagine di Dio Padre, a simboleggiare la Trinità.
All'interno dell'ancona vi è conservata la tela dedicata a San Giovanni Battista, opera di Davazatis Alessandro, datata 1582. Il dipinto rappresenta nella parte centrale il santo in un momento di meditazione-riposo nel deserto, mentre nella parte inferiore della tela vi sono tre scene che raffigurano i momenti più importanti della sua vita: la nascita, il battesimo di Cristo e la sua decapitazione.
La parete sinistra della navata risulta spoglia, mentre nella parete di destra vi sono gli affreschi trecenteschi riemersi durante l'ultimo restauro dell'edificio, divisi a metà da una nicchia creata in un secondo tempo, probabilmente in epoca seicentesca e affrescata con effetti marmorei. A sinistra della nicchia vi sono due sante raffigurate frontalmente a figura intera: Santa Maria Maddalena, qui rappresentata col visto austero e i lunghi capelli che le coprono il corpo e Santa Caterina D'Alessandria, riconoscibile dalla corona posta sul capo. A destra vi è invece rappresentata un'Ultima Cena realizzata dal Maestro di Sommacampagna nel sesto decennio del XIV secolo: anche se giunta a noi in modo fortemente lacunoso (sono oggi presenti solo quattro degli apostoli originariamente raffigurati) si riconosce il tipico stile arcaico del pittore, caratterizzato dai bordi rossastri fortemente marcati, dalla bidimensionalità della scena dove le figure qui rappresentate, dai capelli ondulati e dagli occhi allungati, circondano una tavola riccamente imbandita con cibo e vettovaglie.

È interessante notare come l'immagine dell'Ultima Cena sia stata ridipinta: nella fascia bassa della scena si notano due file di piedi dove quella precedente è di maggior qualità artistica, probabilmente coeva agli affreschi delle due sante.

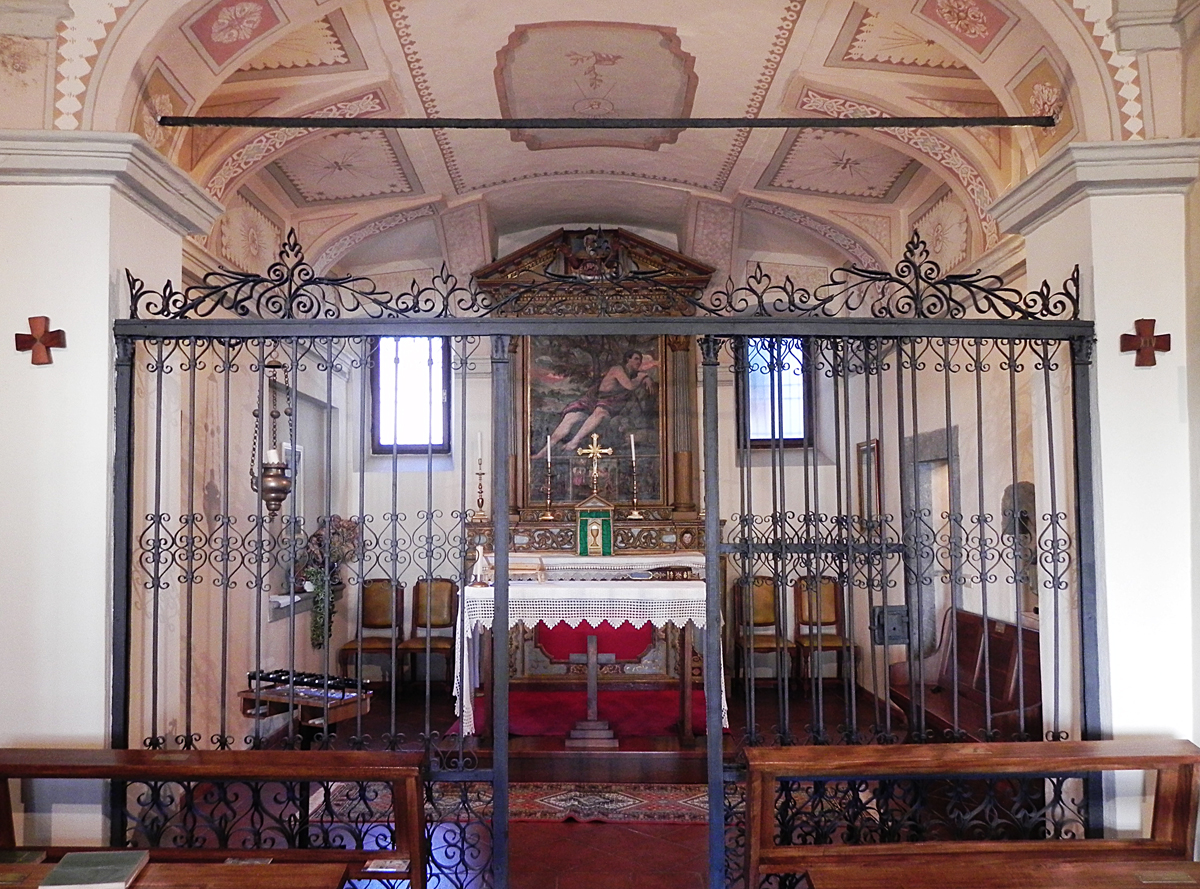
Visione del presbiterio

All'interno della chiesa vi è anche conservata una tela che rappresenta l'assunzione in cielo della Beata Vergine Maria, dipinta, come si legge in una nota delle spese della chiesa, dal pittore Cucchi nel 1773
Dalla chiesa di San Giovanni proviene anche la croce astile in metallo di epoca trecentesca conservata in Parrocchia, ad oggi l'arredo ecclesiastico più antico della comunità giunto fino a noi.

## Tradizioni popolari
All'interno della chiesa viene celebrata tutti gli anni la messa dedicata a San Giovanni Battista, nel giorno a lui dedicato, il 24 giugno.
Anticamente la tradizione di celebrare messa era più frequente, si legge in alcuni documenti del 1631 che almeno due volte l'anno vi si celebravano le “festive parrocchiali funzioni”, forse in onore della sua precedente funzione di prima chiesa parrocchiale.

## Leggende

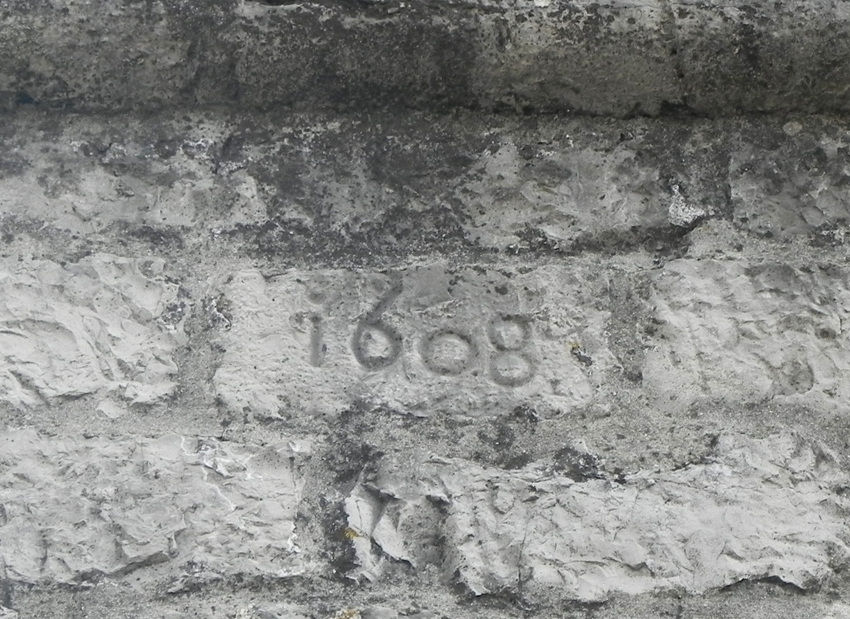
La data "1608" incisa in una delle pietre del campanile

Numerose sono le leggende che si tramandano nella tradizione popolare di Gorno, due di esse riguardano la Chiesa di San Giovanni.

### La campana di San Giovanni
Come già citato anticipatamente, si ritiene che prima della costruzione della nuova chiesa ve ne fosse una situata più a valle, poi andata distrutta da una frana dovuta a un forte nubifragio.
La tradizione vuole che in questa località, chiamata in dialetto “Roer”, fino al Concilio di Trento, dopo l'Ave Maria si sentissero i rintocchi della campana dell'antica chiesa, andata persa e seppellita sotto la frana.

### “Ol pentegos”
Con il nome di “Pentegòs” anticamente si indicava una persona che moriva il giorno di Pentecoste.
Si ritiene che chi moriva questo giorno ricevesse una speciale sepoltura, una sorta di mummificazione, per conservarne il corpo come se fosse imbalsamato. La leggenda vuole che una di queste salme sia stata tumulata sotto il sagrato della chiesa.